# 전자불전문화콘텐츠연구소
전자불전문화콘텐츠연구소 (Electronic Buddhist Texts and Culture Contents, EBTC) '전자불전', '전자불전연구소'는 1997년에 준비하여 1998년에 동국대학교에 설립된 불교문헌, 문화콘텐츠를 전산화하는 연구소이다. 소재지는 서울시 중구 퇴계로 36길 2 동국대학교 충무로영상센터 본관 313호이다. *대학부설연구소정보(KCI, 한국학술지인용색인) 제명은 동국대학교 전자불전연구소(1997), 동국대학교 전자불전·문화재콘텐츠연구소(2006), 동국대학교전자불전문화콘텐츠연구소(2009, 현행) 또는 동국대학교 불교학술원 산하 연구소로, '동국대학교 불교학술원 전자불전문화콘텐츠연구소'이다.

현재 한국불교기록문화유산아카이브(ABC)를 통해 제공되는 한국불교전서를 비롯하여 한글대장경 입력작업이 초기에 모두 EBTC에서 이루어졌다. 2021년말부터 한국콘텐츠진흥원이 제공하던 원효 아카이브의 일부인 원효사찰사전을 자체 구축하여 서비스 중이다. 대각회와 함께 2013년부터 준비하여 2018년부터 '백용성 대종사 총서'란 명칭으로 대한민국의 승려이자 독립운동가였던 백용성의 아카이브를 서비스하고 있다. 2022년부터 경허록·만공법어편찬위원회에서 경허만공아카이브를 구축하고 있다.

## 사업 및 서비스 EBTC DATA DAM
EBTC는 서비스 되고 있는 사업결과물들을 전자불전 데이터댐(EBTC DATA DAM)에서 모아 서비스 하고 있다. 현재 구축중이거나 완료, 또는 진행중인 사업들의 목록은 다음과 같다.
- 불교사전, 동국역경원 (since 2012)
- 불교미디어사전, Minute Buddhism, 강의형 미디어 불교사전 (youtube) 보관됨 2021-12-10 - 웨이백 머신
- 용성대종사총서, 백용성 아카이브, 불교학술원, 대각회.
- 전자불전 미디어 기사 목록 보관됨 2021-12-10 - 웨이백 머신
- 불교행사 포스터 아카이브
- 원효사찰사전. 동국대학교 산학협력단, 한국문화콘텐츠진흥원
- 근대불교사진 아카이브, ABC 불교기록문화유산아카이브
- 高僧 Facebook

## 한국의 근대불교문화사진아카이브
EBTC는 2019년부터 2023년까지 한국의 근대불교문화사진아카이브 구축사업(한국연구재단토대사업 지원)에서 1880-1980년간 100년동안의 사진을 아카이브화를 진행하고 있으며 2024년에는 한국의 근대불교문화사진아카이브를 열람할 수 있게 된다.

한국의 근대불교문화사진아카이브 활동기사 목록
- 2021.04.07 불교신문, 내외전 신구학문 이사(理事) 겸비한 해안스님
- 2021.04.14 법보신문, 진각종, 한국불교자료 아카이브 구축에 동참
- 2021.03.03 이뉴스투데이, ‘옥천사 근현대 역사사진전’ 성보박물관 특별전 개최
- 2021.05.02 법보신문, 동국대 전자불전硏, 예산 법륜사 소장 사진 디지털화
- 2021.04.13 법보신문, 동국대학 전자불전연구소, 대한역사연구소 사진 디지털화
- 2018.09.27 e붓다, 동국대 전자불전연구소-법보신문 MOU 체결

## 학술지 전자불전
연구소는 1999년부터 매년 1회 기관학술지 전자불전(電子佛典, Journal of EBTC)를 발행한다. 현재 24집까지 발행되어 있으며, 2021년 불교 학술지로는 처음으로 '종이 안쓰기(paperless)'에 선구 모델로, PDF파일로 제작하고 소량으로 인쇄하여, 수백부씩 발간되어 다시 버려지는 관행을 바꿨다.
| 발행연도 | 발간호 | 제목                                                        |
| -------- | ------ | ----------------------------------------------------------- |
| 1999     | 1집    | 21세기의 불전 전산화 방향                                   |
| 2000     | 2집    | 불전 전산화의 제문제                                        |
| 2001     | 3집    | 불전전산화에서의 국제협력                                   |
| 2002     | 4집    | 한글대장경의 성립과 전개                                    |
| 2003     | 5집    | 불전 번역의 제문제                                          |
| 2004     | 6집    | 성보문화재 콘텐츠의 필요성                                  |
| 2005     | 7집    | 불교문화 콘텐츠의 개발 방향                                 |
| 2006     | 8집    | 불교문화 콘텐츠의 산업적 활용                               |
| 2007     | 9집    | 한국불교전서 전산화 성과 및 향후 과제                       |
| 2008     | 10집   | 한글대장경 체제와 구성의 제문제                             |
| 2009     | 11집   | 원효 문화 콘텐츠의 개발과 활용                              |
| 2010     | 12집   | 디지털 불전과 국제협력                                      |
| 2011     | 13집   | 한국 정토신앙의 순례코스 개발                               |
| 2012     | 14집   | 한글대장경 번역의 제문제                                    |
| 2013     | 15집   | 근대 불교 문헌 번역의 제문제                                |
| 2014     | 16집   | 근대 고승자료의 수집, 보존, 활용                            |
| 2015     | 17집   | 근대불교의 시대인식과 실천                                  |
| 2016     | 18집   | 백용성의 사상과 계승                                        |
| 2017     | 19집   | 백용성 사상의 제문제                                        |
| 2018     | 20집   | 불교와 구술사                                               |
| 2019     | 21집   | 근대불교 공간의 역사성                                      |
| 2020     | 22집   | 불교자료, 전산화와 데이터베이스 구축                        |
| 2021     | 23집   | The Era of Data Dam: Various Buddhist Countries, Traditions |
| 2022     | 24집   | 근대 한국불교의 공간, 인물 I                                |
| 2023     | 25집   | 근대 한국불교의 공간, 인물 II                               |

## 연혁
| 연도 | 기록 | 위치 및 장소, 협업기관                                                                                 | 종류     |
| ---- | --- | --- | -------- |
| 1997 | 연구소 설립추진 | 동국대학교 불교학, 선학, 컴퓨터공학과                                                                  |          |
| 1998 | 한국불교전적 전산화 시범사업 수행 | | 프로젝트 |
| 1999 | 전자불전한국지부 설치 | 세계전자불전협의회 대만총회                                                                            |          |
| 2000 | 국제전자불전학회 총회 참가 | 캘리포니아 대학 주립대학 버클리                                                                        |          |
| 2001 | 국제전자불전학회 개최 : "불전전산화에서의 국제협력" | 동국대학교, 서울                                                                                       | 학술대회 |
| 2002 | 제4회 전자불전학회 : "한글대장경의 성립과 전개" ; 동국대학교 3차원 디지털 아카이브 사이버박물관 개시(현재 기술지원문제로 중단)                                                                         | 다향관, 동국대학교, 서울 / 동국대학교 박물관                                                           | 학술대회 |
| 2003 | 제5회 전자불전학회 : "불전 번역의 제문제" | | 학술대회 |
| 2004 | 제6회 전자불전학회 : "성보 문화재 콘텐츠의 필요성" | | 학술대회 |
| 2005 | 제8회 전자불전학회 : "불교문화콘텐츠의 산업적 활용"; 앙코르와트의 디지털콘텐츠화 사업진행 | 한국문화콘텐츠진흥원                                                                                   | 학술대회 |
| 2007 | 제9회 전자불전학회 : "한국불교전서 전산화 성과 및 향후 과제" | | 학술대회 |
| 2007 | 앙코르 문명에 관한 최초의 기행문 진랍풍토기 | 백산자료원                                                                                             | 출간     |
| 2008 | 제10회 전자불전학회 : "한글대장경 체계와 구성의 문제" | | 학술대회 |
| 2009 | 2009년 문화원형 창작소재 개발사업: 화해와 소통의 자유인 원효대사 다양한 소재 스토리뱅크 개발사업 (2009.04.01-12.18)                                                                                    | 한국문화콘텐츠진흥원                                                                                   | 프로젝트 |
| 2010 | Digital Buddhist Texts and International Collaboration 디지털 불전과 국제적 협력; 문화체육관광부 지원 "전통문화성지 순례코스 개발연구 - 한국정토신앙 48사찰을 중심으로"                                | 동국대학교/문화체육관광부                                                                              | 프로젝트 |
| 2011 | 제13회 전자불전학회: "한국 정토신앙의 순례코스 개발" | | 프로젝트 |
| 2012 | 제14회 전자불전학회: "한글대장경 번역의 제문제" | 충무로 영상센터, 동국대학교                                                                            | 학술대회 |
| 2014 | 전자불전 학술지 16집 발간 | | 출간     |
| 2015 | 대각회와 MOU체결 | | 협약     |
| 2017 | 한국연구재단 토대사업, "한국의 근대불교문화사진 아카이브 구축(2017-2023)" 수주 | 한국연구재단, 동국대학교 산학협력단                                                                    |          |
| 2019 | 고성 옥천사 성보박물관 소장 근현대 불교문화사진 디지털화 추진 및 협약 | 고성 옥천사                                                                                            | 협약     |
| 2020 | 블럭체인 기반 블로그 형 홈페이지, steemit.com 계정개설, Google G-Suite 기반 연구소 공식 계정 구축 (ebtc@dgu.ac.kr / DATA DAM 아카이브 구축), 원각사 성보박물관과 문화유물 사진 및 도록 DB구축 협정체결 | |          |
| 2021 | 전자불전 학술지 23집 발간 | | 출간     |
| 2022 | 충남도민을 위한 강좌시리즈 개최 - 인문학으로 보는 한국의 전통문화 | 한국연구재단, 충남문화재단, 동국대학교HK+사업단지역인문학센터, 천안 마이뜨리 도광사                    | 강좌     |
| 2022 | 근대한국불교 컨퍼런스시리즈, "선학원의 어제와 오늘" | 대한불교조계종 덕숭총림 수덕사, 대한불교조계종선학원정상화추진위원회, 대한불교조계종 총무원 국제회의장 | 학술대회 |
| 2022 | 근대한국불교 컨퍼런스시리즈, "경허, 받을 것도 전할 것도 없는 외로운 시대의 선사" | 근대한국불교 컨퍼런스시리즈, 선학원의 어제와 오늘                                                      | 학술대회 |
| 2022 | 사진으로 읽는 근현대 한국불교 1,2 | 한국연구재단, 동국대학교 산학협력단, 동국대학교 출판문화원                                             | 출간     |
| 2022 | 전자불전 학술지 24집 발간 | | 출간     |
| 2023 | 학술대회, 사자상승의 다양한 사례와 현대적 의미 | 대한불교조계종선학원정상화추진위원회, 대한불교조계종 총무원 국제회의장                                 | 학술대회 |
| 2023 | 혜춘스님 영첩 - 이 수행길에서 이루지 못한다면 | 도서출판 고래                                                                                          | 출간     |
| 2023 | Workshop on Machine Translation and Algrithmic Study of Classical Buddhist Texts - Digital Buddhist Conon and International Cooperation 2                                                              | 동국대학교 불교대학, 학교법인 동국대학교건학위원회                                                     | 학술대회 |
| 2023 | 신출 경허선사 자료집 상,하 | 경허집편찬위원회, 도서출판 고래                                                                        | 출간     |
| 2023 | 전자불전 학술지 25집 발간 | | 출간     |

## 역대 연구소장
| 제1대 | 한태식(韓泰植, 普光스님) | 1996-2015 |
| 제2대 | 황순일(黃淳壹)           | 2015-2020 |
| 제3대 | 정혜린(진명스님)         | 2020-2021 |
| 제4대 | 이동명(李東明, 宙耕스님) | 2021      |